# Sorsasaari (ö i Södra Karelen)
Sorsasaari är en ö i Finland. Den ligger i sjön Simpelejärvi och i kommunen Parikkala i den ekonomiska regionen  Imatra ekonomiska region  och landskapet Södra Karelen, i den sydöstra delen av landet, 280 km nordost om huvudstaden Helsingfors. Öns area är 2,6 hektar och dess största längd är 390 meter i nord-sydlig riktning.